# Convenzione per l'estensione del territorio di Hong Kong
La Convenzione per l'estensione del territorio di Hong Kong (ufficialmente Convenzione fra Gran Bretagna e Cina sull'estensione del territorio di Hong Kong) o Seconda convenzione di Pechino fu un affitto concesso dalla Cina dei Qing al Regno Unito nel 1898.

## Storia
La convenzione fu siglata il 9 giugno 1898 a Pechino. Il contratto di affitto permetteva agli inglesi di avere piena giurisdizione sui recenti acquisti di territorio, necessari ad assicurare una difesa militare adeguata alla colonia insulare. Su queste terre, fin dal 1894, i britannici avevano manifestato precise mire, sostenute da varie ragioni: la necessità di aree cimiteriali, di un campo di esercitazione per le truppe, di uno spazio di sviluppo industriale. Decisive nel pervenire al contratto furono tuttavia le esigenze di sicurezza e difesa territoriale.

### Condizioni

Gli acquisti britannici in Cina: l'isola di Hong Kong (1842), la penisola di Kowloon (1860), i Nuovi Territori (in affitto, 1898).

In base alla convenzione, i territori a nord dell'attuale Boundary Street e a sud del fiume Shenzhen, insieme alle circostanti isole di Hong Kong, erano affittati al Regno Unito per 99 anni. Il termine è scaduto il 30 giugno 1997.
Gran parte del territorio interessato dalla convenzione era costituito dagli attuali Nuovi Territori e rimase rurale. Nuove città vi furono fondate dopo gli anni cinquanta per incentivare i cittadini di Hong Kong a decongestionare la sovraffollata zona insulare e peninsulare.

### Ritorno alla Cina
I governi di Regno Unito e Repubblica Popolare Cinese firmarono nel 1984 la dichiarazione congiunta che dispose il ritrasferimento alla Cina, a partire dal 1º luglio 1997, della sovranità sui territori affittati, insieme all'isola di Hong Kong e al resto della penisola di Kowloon, ceduti rispettivamente con il Trattato di Nanchino (1842) e con la Prima convenzione di Pechino (1860).

## Conseguenze
Le dimensioni di Hong Kong furono significativamente ampliate dall'acquisizione dei Nuovi Territori, nei quali il 16 aprile 1899, per la prima volta, sventolò la bandiera del Regno Unito.